# Rhynchodontodes
Rhynchodontodes là một chi bướm đêm thuộc họ Erebidae.

## Loài
- Rhynchodontodes antiqualis Hübner, 1809
- Rhynchodontodes chalcias Lucas, 1895
- Rhynchodontodes ravalis Herrich-Schäffer, 1851
- Rhynchodontodes ravulalis Staudinger, 1879
- Rhynchodontodes revolutalis Zeller, 1852